# Liste des sénateurs de la Drôme

## Sénateurs de laDrômesous laIIIeRépublique
- Jean Lamorte de 1876 à 1884
- César Malens de 1876 à 1885
- Émile Loubet de 1885 à 1899
- Joseph Fayard de 1885 à 1908
- Antoine Chevandier de 1892 à 1893
- Paul Laurens de 1893 à 1901
- Louis Bizarelli de 1899 à 1902
- Maurice-Louis Faure (1850-1919), dit Maurice-Faure, de 1902 à 1919
- Louis Blanc de 1903 à 1914
- Charles-Marie Chabert de 1908 à 1923
- Joseph Reynaud de 1920 à 1924
- Henri Perdrix de 1920 à 1945
- Émile Lisbonne de 1924 à 1939
- Désiré Valette de 1924 à 1939
- François Eynard de 1939 à 1945
- Félix Rozier de 1939 à 1945

## Sénateurs sous laIVeRépublique
- André Bossanne de 1946 à 1948
- Albin Vilhet de 1946 à 1948
- Marius Moutet de 1948 à 1959[1]
- Maurice Pic de 1948 à 1959

## Sénateurs sous laVeRépublique
- Marius Moutet de 1959 à 1968
- Maurice Vérillon de 1959 à 1980
- Lucien Junillon de 1968 à 1971
- Maurice Pic de 1971 à 1989
- Gérard Gaud de 1980 à 1996
- Jean Besson de 1989 à 2014
- Bernard Piras de 1996 à 2014
- Didier Guillaume de 2008 à 2018